# Russell Vis
Russell Vis (Míchigan, Estados Unidos, 22 de junio de 1900-San Diego (California), 1 de abril de 1990) fue un deportista estadounidense especialista en lucha libre olímpica donde llegó a ser campeón olímpico en París 1924.

## Carrera deportiva
En los Juegos Olímpicos de 1924 celebrados en París ganó la medalla de oro en lucha libre olímpica estilo peso ligero, superando a los luchadores finlandeses Volmar Wikström (plata) y Arvo Haavisto (bronce).